# Yes, I'm a Witch Too
Yes, I'm a Witch Too è un album di remix tributo alla musica di Yōko Ono pubblicato nel 2016 su etichetta Manimal Vinyl Records.
L'album vede la collaborazione di Death Cab for Cutie, Moby, Portugal. The Man, Sparks, Peter Bjorn and John, Miike Snow, Sean Lennon, Cibo Matto ed altri. Si tratta del seguito dell'acclamato Yes, I'm a Witch del 2007.
La copertina dell'album è opera del designer Scott Rudd e mostra una foto di Yoko Ono scattata da Karl Lagerfeld.
Un video per la canzone Catman è stato diretto dall'attrice/attivista Rose McGowan e distribuito nel luglio 2016 sul sito web Pitchfork.

## Tracce
1. Danny Tenaglia – Walking on Thin Ice
2. Death Cab for Cutie – Forgive Me My Love
3. Peter Bjorn and John – Mrs. Lennon
4. Sparks – Give Me Something
5. Penguin Prison – She Gets Down on Her Knees
6. Sean Ono Lennon – Dogtown
7. Dave Audé – Wouldnit
8. Jack Douglas – Move On Fast
9. Portugal. The Man – Soul Got Out of the Box
10. Blow Up – Approximately Infinite Universe
11. Cibo Matto – Yes, I'm Your Angel
12. Tune-Yards – Warrior Woman
13. Automatique – Coffin Car
14. John Palumbo – I Have a Woman Inside My Soul
15. Miike Snow – Catman
16. Ebony Bones! – No Bed for Beatle John
17. Moby – Hell in Paradise